# Jean Charles Van Rotterdam

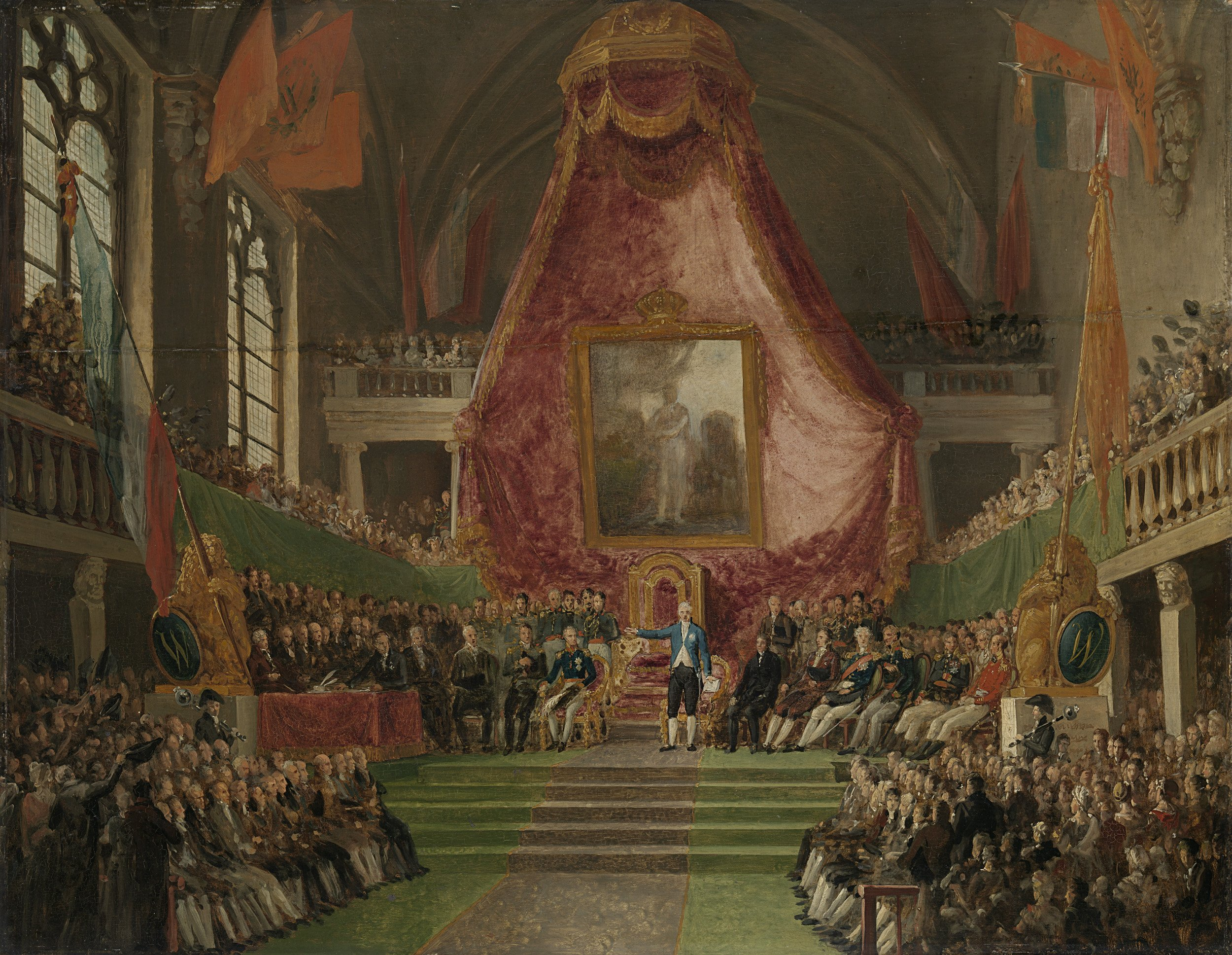
De plechtige opening van de Universiteit Gent in het stadhuis op 9 oktober 1817, door Mattheus Ignatius van Bree, collectie Rijksmuseum Amsterdam.Van Rotterdam zit in zwart kostuum centraal op de eerste rij, rechts van de troon.

Jean Charles Van Rotterdam (Antwerpen, 15 december 1759 – Gent, 5 juli 1834) was een arts, hoogleraar en de eerste rector van de Gentse Universiteit.

## Arts
Van Rotterdam studeerde geneeskunde aan de universiteit in Leuven. Hij studeerde af in 1784 met grootste onderscheiding en kreeg toestemming om in Leuven privélessen te geven aan de faculteit Geneeskunde. In 1793 vestigde hij zich in Deinze en begon er een eigen praktijk. Van Rotterdam viel op door zijn succes bij het bestrijden van dysenterie in deze streek. Op vraag van enkele Gentenaars verhuisde hij in 1794 naar Gent. In 1804 werd hij benoemd tot hoofdarts van het Gentse hospitaal, een functie die hij bleef vervullen tot zijn overlijden in 1834. In 1806 werd Van Rotterdam aangesteld als docent in het Gentse Medisch College. Hier gaf hij Physiologie en Clinique interne.
Van Rotterdam geloofde dat artsen wel degelijk iets konden leren van hun voorgangers uit de klassieke oudheid, zoals Hippocrates en Galenus. Een geneesheer moest volgens hem een grondige kennis hebben van zowel de klassieke als de moderne wetenschap. Hiermee ging hij in tegen een aantal tijdgenoten, die voorstander waren van een volledige tabula rasa in de geneeskunde.

## Hoogleraar en rector
In 1817 richtte Willem I in Gent een Rijksuniversiteit op. Van Rotterdam maakte deel uit van de eerste kern hoogleraren. Een koninklijk decreet uitgevaardigd op 23 september 1817 benoemde hem bovendien tot eerste rector van de universiteit voor het academiejaar 1817-1818.
Van Rotterdam was gespecialiseerd in ziekteleer en inwendige geneeskunde. In het eerste academiejaar gaf hij volgende vakken:
- Pathologia
- Morbi acuti
- Praxis Medica
- Praelectiones clinicae
- Diaetetica

Van Rotterdam ging met emeritaat in februari 1834. Hij overleed enkele maanden later.
- Gemeinsame Normdatei: 104200367
- International Standard Name Identifier: 0000 0000 0357 7076
- Nederlandse Thesaurus van Auteursnamen: 07048144X
- Virtual International Authority File: 49656394
- WorldCat: E39PBJhxhfR8cCFP37fqYgGfv3